# La torre 10
La torre 10  es una telenovela dramática chilena escrita por Néstor Castagno y dirigida por Vicente Sabatini Downey. Se estrenó por Televisión Nacional de Chile el 30 de julio de 1984, y concluyó el 21 de diciembre de 1984. Protagonizada por Tomás Vidiella y Sonia Viveros, y contó con la actuación de la primera actriz Malú Gatica.
La torre 10 es la segunda telenovela de mayor audiencia en Chile tras La madrastra (1981), y por consecuencia, la de mayor audiencia producida por Televisión Nacional. Durante su período de emisión, alcanzó un promedio de 49,0 puntos de audiencia, según el sistema de recolección diaria mediante cuadernillo, y ostenta el peak récord de 83,9 puntos de rating, el más alto registrado para una telenovela en Chile. Sin embargo, el Time Ibope considera a Amores de mercado (46,7 puntos de audiencia) como la telenovela con mayor audiencia del país, según los parámetros del sistema de medición instalado a partir de 1993.
En su emisión, la telenovela tuvo un gran éxito de crítica y sintonía, superando por primera vez Canal 13, ya que pretendía ser la primera en usar en su trama un retrato de la vida real de una comunidad santiaguina común y corriente. Sus personajes hasta el día de hoy son recordados y su banda sonora marcó un antes y un después en la musicalización de este tipo de series. El guion fue adquirido en México por Televisa.

## Argumento
La diferencia social, los conflictos conyugales, la desconfianza y el odio son la base para resquebrajar la felicidad de ese grupo humano. El inicio de estos sucesos está relacionado con la aparición de Hernán Ugalde (Tomás Vidiella) y su hija Gabriela (Carolina Arregui), en la vida cotidiana de la Torre 10 de la Remodelación San Borja.
Hernán es un eminente médico millonario, quien instala su consultorio en ese edificio. Gabriela es su hija, quien tras nueve años de separación con su padre vuelve a vivir con él.
El primer contacto de estas familias, que son las protagonistas, es entre Gabriela y Pablo Oyarce Valdivia (Rolando Valenzuela), quienes se atraen. En el capítulo inicial queda claro que estos dos jóvenes tendrán que superar la barrera social que los separa para llegar a una feliz relación. Y la pregunta es: ¿Lo conseguirán? Son muy diferentes. Él, de una familia sencilla. Ella, rodeada de lujos, pero soportando el hecho de que sus padres son separados. Sin embargo, Pablo no es el único de la familia Oyarce con problemas. Su madre Isabel Valdivia (Lucy Salgado), al celebrar su cumpleaños número 45, en completa soledad, decide dar un vuelco a su vida, mediante determinaciones que incluyen a su esposo Ramón Oyarce (Luis Alarcón).
Los otros dos integrantes de la familia son Carmen (Solange Lackington) y Luchito (Claudio Reyes). Y es este joven de 18 años el encargado de poner la nota de humor en la historia.
Pero no solo los Oyarce ven cambiar su vida. Hernán, quien desea rehacer su hogar junto a Gabriela después de la separación de su esposa Lorena Mena (Liliana Ross), ve aparecer a una antigua amante, Thelma Bernhardt (Sonia Viveros), perversa, fría y ajena a cálidos sentimientos, quien regresa después de tres años con Karen (Javiera Parada), una niña que dice que es hija de ambos, pero que compró recién nacida a una mujer de escasos recursos en Talcahuano. Thelma es una mujer a la cual solo le interesa el dinero y no le importa recurrir hasta a los más bajos recursos para conseguir sus propósitos.

Otro personaje que formará parte de esta columna vertebral será Estela Keller (Roxana Campos). Ella ha estado en la cárcel, acusada de la muerte de su esposo Gustavo Benoit (David Guzmán).

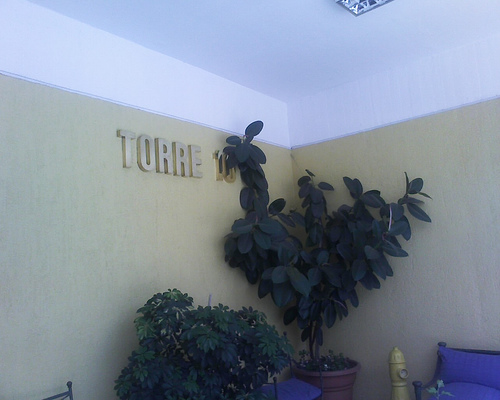
Entrada a la Torre 10.

Junto con ello, participa de modo angustiante en un rapto y una estafa, hechos en los cuales también forman parte Thelma y su padre Remigio Bernard (Roberto Espina), administrador del fundo Los Troncos, en Valdivia.
Esta historia también deberá encauzar por buenas líneas dramáticas la vida pintoresca de otros seres. Como el par de hermanas solteronas Blanca (Anita Reeves) y Aída Menares (Violeta Vidaurre), las cuales interpretan el papel de espontáneas detectives y que al final dan con la solución al verdadero puzle policial que entregará la producción. Ellas, jubiladas, alivian de modo convincente una trama que tal vez podría resultar demasiado trágica.
En otro de los departamentos de este edificio vive Malva del Río (Malú Gatica), una actriz retirada de los escenarios y que aún conserva frescos en su memoria los recuerdos de una época de gloria ya muy lejana. Está sola, pero acepta con sumo optimismo la situación, convirtiendo su vida rutinaria, con su gato "Rodolfo", en un acto más de los tantos que le correspondió representar.
Pero había que crear un personaje que le diera el nexo preciso a cada situación con su respectivo individuo. Y qué mejor que el propio mayordomo del edificio, Serafín Illanes (Rubén Sotoconil). Está en todas, lo sabe todo. Los seres que habitan en ese lugar obligadamente están en la mente de este empleado. Conoce y vibra con cada uno de los conflictos, se entusiasma con las alegrías y se deprime a fondo con los sinsabores. Es el nexo justo.
Y está Cañitas (Raúl Palma), el fiel cuidador de autos que, junto a su perrita "Kuky", no es indiferente ante ninguno de los habitantes del lugar. Su tranquila vida transcurre entre el cuidado de los vehículos y su acostumbrada permanencia en el bar del edificio. Allí es donde conoce realmente a cada uno de los demás personajes, entre quienes se introduce de manera casi invisible. Es el aporte simpático de una producción que estará colmada por el elemento de tipo policial. 
El personaje de Lucy Salgado entrega emotividad, al ser uno de los personajes más queridos, pero que en su destino nos demuestra la fragilidad de la vida, al medio de la telenovela. 
Ante la tragedia, la inquietud juvenil que estará dada por Luchito (Claudio Reyes) y Anita (Paola Lértora), ellos representarán los dilemas y conflictos típicos de la adolescencia, dándole frescura y transparencia a la historia.
Con la presencia del personaje interpretado por Roxana Campos en el edificio de la Torre 10, los hechos policiales ocurridos hace diez años cobran entera actualidad. Fanor Arancibia (José Soza), es el único testigo clave del asesinato de Gustavo Benoit y también se convierte en la piedra angular para la resolución de ese verdadero puzle.
La perversidad no podía estar alejada en esta encrucijada, Thelma Bernard desborda con intensidad y amplitud esta faceta. De frágil figura, pero de fuerte carácter y calculadora sin escrúpulos, ella tiene la compañía fiel de su cómplice. Y la identidad de este personaje, otra de las incógnitas que ha mantenido la trama. ¿Será su colega Yolanda (Anita Klesky), su amigo Alfonso (Jaime Azócar) o su abogado Alejandro (Óscar Hernández)? Lo cierto es que está muy cerca de Hernán.

## Reparto
- Sonia Viveros como Thelma Bernhardt [11]
- Tomás Vidiella como Hernán Ugalde
- Malú Gatica como Malva Del Río
- Luis Alarcón como Ramón Oyarce[12]
- Lucy Salgado como Isabel Valdivia[13]
- Rubén Sotoconil como Serafín Illanes
- Violeta Vidaurre como Aída Menares[14]
- Ana Reeves como Blanca Menares[15]
- Paz Yrarrázaval como Virginia Wilson
- Roberto Navarrete como Gabriel Mena
- Carolina Arregui como Gabriela Ugalde[16]
- Rolando Valenzuela como Pablo Oyarce
- María Izquierdo como Carolina Larraín
- Jaime Azócar como Alfonso Echarry
- Anita Klesky como Yolanda Perutti
- Luz Jiménez como Raquel Toledo
- Pedro Villagra como Marco Osorio
- Liliana Ross como Lorena Mena
- José Soza como Fanor Arancibia
- Roxana Campos como Estela Keller[17]
- Nelson Brodt como Camilo Marco
- Óscar Hernández como Alejandro Walker
- Andrés Rojas Murphy como Froilán Frías
- Marcela Ojeda como Paula Díaz
- Rodolfo Bravo como Valerio Díaz
- Aldo Bernales como Raúl Osorio
- Paola Lértora como Ana Osorio
- Claudio Reyes como Luis Oyarce[18]
- Solange Lackington como Carmen Oyarce
- Javiera Parada como Karen Benoit[19]

### Recurrentes e invitados especiales
- María Teresa Fricke como Alice Wilson
- Jorge Rodríguez como Dr. Iván Stancic
- Rubén Darío Guevara como Rodolfo Belmar
- Claudio Valenzuela como Carlos Azócar
- Ana María Ortiz como Susana Diez
- Mario Bustos como Miguel Andrade
- Eduardo Naveda como Manuel Asencio
- Patricio Strahovsky como Mauricio Echarry
- Loreto Valenzuela como Elena/Laura
- Samuel Villarroel como Claudio Luna
- Grimanesa Jiménez como Bessy Miller
- Raúl Palma como Hugo Cañas
- Alejandra Rubio como Maruja Flores
- Jorge Álvarez como Renato Valencia
- Pina Brandt como Antonia San Ginés
- Inés Stranger como Silvia
- Elena Muñoz como Daniela
- Herval Abreu como Sergio Hernández
- Néstor Castagno como Luis Ángel Miretti
- Gladys del Río como Madame Zaida
- Mario Santander como Antonio Illanes Leiva
- Roberto Espina como Remigio Bernhardt
- David Guzmán como Gustavo Benoit
- María Teresa Lértora como Carla
- Alberto Chacón como Inspector Reyes
- José Miguel Peláez como Avelino Valladares
- Rosita Nicolet como Pilar de Valladares
- Alberto Mery como Dr. Roberto
- Martín Balmaceda como Alberto
- Pedro Gaete como Rosendo Medina
- Víctor Carrasco como Repartidor
- Tahía Gómez como Verónica Undurraga
- Juan Quezada como Andrés
- Mabel Guzmán como Cora
- Arnaldo Jiménez como Compañero de Pablo
- Néstor Corona como Recaredo
- Raquel Pereira como Clotilde
- Violeta Contreras como Mujer 1
- Silvia Novak como como Mujer 2
- Jim Lowenstein como Hombre
- Jaime McManus como Cristián Andrés
- Bárbara Mundt como Enfermera 1
- Pilar Salgado como Enfermera 2
- Patricia Velasco como Enfermera 3
- Juan Ossa como Inspector Morales
- Andrés del Bosque como Garzón
- César Geisse como Tata
- Ignacio Otero como Dueño de farmacia
- Lucio Leoz como Recepcioncita
- Carlos Molina como Actor
- Mireya Véliz

## Recepción
El desenlace del personaje de Lucy Salgado (Isabel Valdivia), provocó hondo impacto y una gran consternación en la opinión pública. Mucha gente sucumbió a las lágrimas ante el fallecimiento de uno de los personajes más queridos de la telenovela, "por ser una buena madre y una excelente dueña de casa", según se dijo en la época. Semanas antes de que esto sucediera en pantalla, el diario La Tercera filtró su desenlace. Sobre este punto, Néstor Castagno señalaba: El final de la Torre fue un chiste, porque nadie quería que muriera la Lucy Salgado. Tuve que resucitarla en la escena final, cuando aparece simbólicamente paseando por el departamento.

### Premios
| Año  | Premio             | Categoría            | Nominado      | Resultado |
| ---- | ------------------ | -------------------- | ------------- | --------- |
| 1984 | Gran Premio Vea TV | Mejor actor o actriz | Sonia Viveros | Ganadora  |

## Banda sonora
Lado A
1. María José Pozo y Cristóbal - Estoy sola
2. Ricardo Cocciante - Sinceridad
3. Jairo - Ay amor, amor de cada día
4. Ángela Carrasco - Mi único amigo
5. Agustín Pantoja - Príncipe azul
6. Yazoo - Don't go

Lado B
1. Emmanuel - Será
2. Miguel Gallardo - Muchachita
3. José Feliciano - Y hoy sé que volveré
4. José María Napoleón - Tiempo al tiempo
5. Joan Baptista Humet - Hoy la vi
6. Daryl Hall & John Oates - Maneater

## Retransmisiones
La torre 10 fue retransmitida en una sola oportunidad por la señal nacional de Televisión Nacional de Chile que tuvo lugar entre octubre de 1987 y marzo de 1988, en el mismo horario de 1984. Mientras que en internet TVN subió todos los episodios de la telenovela en una de sus cuentas oficiales de YouTube a mediados de 2015.